# Dompierre-les-Tilleuls
 Dompierre-les-Tilleuls  es una comuna y población de Francia, en la región de Franco Condado, departamento de Doubs, en el distrito de Pontarlier y cantón de Levier.
Su población en el censo de 1999 era de 210 habitantes.
Está integrada en la Communauté de communes du Plateau de Frasne et du Val de Drugeon .

## Demografía
| 261 | 214 | 182 | 180 | 207 | 210 |
| Para los censos de 1962 a 1999 la población legal corresponde a la población sin duplicidades (Fuente: INSEE [Consultar]) |     |     |     |     |     |